# Yacuma (Berg)
Der Berg Cerro Yacuma ist ein Berggipfel im südamerikanischen Anden-Hochgebirge in Bolivien und liegt östlich des Titicacasees und im Norden des bolivianischen Regierungssitzes La Paz. Mit 5974 m verfehlt der Gipfel nur knapp die 6000-Meter-Marke und ist der südlichste Gipfel des Illampú-Bergmassivs, zu dem auch der zwei Kilometer nordöstlich gelegene Ancohuma gehört, mit 6.425 m dritthöchster Berg Boliviens und zweithöchster Gipfel der Cordillera Real. Manchmal wird für das Illampú-Massiv auch der Name Nevado de Sorata verwendet, nach der Kleinstadt Sorata an den Westhängen des Illampú-Massivs.

## Geographie
Die Cordillera Real besteht aus Tiefengesteinen aus dem Paläozoikum, in die während des Mesozoikums bis in die Zeit des Tertiär weitere Plutonite eindrangen. Diese Plutonite wurden im Tertiär und Quartär durch Erosion freigelegt und bilden heute die Gipfel des Illampú-Massivs. Der Yacuma ist ganzjährig mit Schnee bedeckt, nach Südwesten und Südosten erstreckt sich der Yacuma-Gletscher, dessen Gletscherwasser unter anderem den Gebirgssee Laguna San Francisco speist.